# Campeonato Europeo de Judo de 1990
El XXXVIII Campeonato Europeo de Judo se celebró en Fráncfort (RFA) entre el 10 y el 13 de mayo de 1990 bajo la organización de la Unión Europea de Judo (EJU) y la Federación Alemana de Judo. 

## Medallistas

### Masculino
| Evento            | Oro                        | Plata                         | Bronce                                                     |
| ----------------- | -------------------------- | ----------------------------- | ---------------------------------------------------------- |
| –60 kg            | Philippe Pradayrol Francia | Nigel Donohue Reino Unido     | Pavel Botev Bulgaria Amiran Totikashvili URSS              |
| –65 kg            | Bruno Carabetta Francia    | Udo Quellmalz RDA             | Philip Laats · Bélgica · Stelian Petrescu · Rumania        |
| –71 kg            | Guido Schumacher RFA       | Jorma Korhonen · Finlandia    | Wiesław Błach · Polonia · Bertalan Hajtós · Hungría        |
| –78 kg            | Bashir Varayev URSS        | Zsolt Zsoldos · Hungría       | Bertrand Amoussou-Guenou · Francia · Iulian Rusu · Rumania |
| –86 kg            | Waldemar Legień · Polonia  | Axel Lobenstein RDA           | Densign White Reino Unido Fabien Canu Francia              |
| –95 kg            | Stéphane Traineau Francia  | Marc Meiling RFA              | Koba Kurtanidze URSS Frank Borkowski RDA                   |
| +95 kg            | Serguei Kosorotov URSS     | Harry Van Barneveld · Bélgica | Frank Möller · RDA · Marian Grozea · Rumania               |
| Categoría abierta | László Tolnai · Hungría    | Harry Van Barneveld · Bélgica | David Jajaleishvili URSS Alexander von der Groeben RFA     |

### Femenino
| Evento            | Oro                          | Plata                     | Bronce                                                           |
| ----------------- | ---------------------------- | ------------------------- | ---------------------------------------------------------------- |
| –48 kg            | Cécile Nowak Francia         | Karen Briggs Reino Unido  | Jana Perlberg · RDA · Giovanna Tortora · Italia                  |
| –52 kg            | Sharon Rendle Reino Unido    | Katalin Parragh · Hungría | Christel Deliège · Bélgica · Fabienne Boffin · Francia           |
| –56 kg            | Cathérine Arnaud Francia     | Gudrun Hausch RFA         | Nicola Fairbrother · Reino Unido · Nicole Flagothier · Bélgica   |
| –61 kg            | Begoña Gómez Martín · España | Diane Bell Reino Unido    | Gabi Ritschel RFA Susann Singer RDA                              |
| –66 kg            | Alexandra Schreiber RFA      | Kate Howey Reino Unido    | Claire Lecat · Francia · María del Mar Alcíbar · España          |
| –72 kg            | Karin Krüger RFA             | Yelena Besova URSS        | Ulla Werbrouck · Bélgica · Laëtitia Meignan · Francia            |
| +72 kg            | Christine Cicot Francia      | Regina Sigmund RFA        | Monique van der Lee · Países Bajos · Maria Teresa Motta · Italia |
| Categoría abierta | Sharon Lee Reino Unido       | Natalina Lupino Francia   | Tsvetana Bozhilova · Bulgaria · Monique Aarts · Países Bajos     |

## Medallero
| Núm. | País         | Oro | Plata | Bronce | Total |
| ---- | ------------ | --- | ----- | ------ | ----- |
| 1    | Francia      | 6   | 1     | 5      | 12    |
| 2    | RFA          | 3   | 3     | 2      | 8     |
| 3    | Reino Unido  | 2   | 4     | 2      | 8     |
| 4    | URSS         | 2   | 1     | 3      | 6     |
| 5    | Hungría      | 1   | 2     | 1      | 4     |
| 6    | España       | 1   | 0     | 1      | 2     |
| 6    | Polonia      | 1   | 0     | 1      | 2     |
| 8    | RDA          | 0   | 2     | 4      | 6     |
| 8    | Bélgica      | 0   | 2     | 4      | 6     |
| 10   | Finlandia    | 0   | 1     | 0      | 1     |
| 11   | Rumania      | 0   | 0     | 3      | 3     |
| 12   | Bulgaria     | 0   | 0     | 2      | 2     |
| 12   | Italia       | 0   | 0     | 2      | 2     |
| 12   | Países Bajos | 0   | 0     | 2      | 2     |
|      | TOTAL        | 16  | 16    | 32     | 64    |